# Бунгу-Коло, Нобель
Ди Нобель Ричи Бунгу-Коло (фр. Dy Nobel Ritchy Boungou Colo; род. 26 апреля 1988, Браззавиль, Конго) — французский профессиональный баскетболист конголезского происхождения, играющий на позиции лёгкого форварда.

## Карьера
С 2012 по 2016 годы Бунгу-Коло выступал за «Лимож». В сезоне 2015/2016 его средние показатели в чемпионате Франции составили 13,8 очка, 5,2 подбора, 2,8 передачи, 0,8 перехвата. В Евролиге Нобель провел 10 матчей, набирая 8,6 очка, 3,1 подбора и 3 передачи.
В декабре 2015 года Бунгу-Коло был признан самым ценным игроком 10 тура регулярного сезона Евролиги. В матче против «Олимпии Милан» (77:69) Нобель набрал 21 очко, 8 подборов, 3 передачи, 2 перехвата, 2 блок-шота и 34 балла за эффективность.
В сентябре 2016 года Бунгу-Коло перешёл в «Химки».
Перед «Матчем всех звёзд» Единой лиги ВТБ-2017 Бунгу-Коло был выбран для участия в конкурсах 3-очковых бросков и по броскам сверху, но из-за травмы колена не смог в них выступить.
Сезон 2017/2018 Бунгу-Коло начинал в «Реал Бетисе», но в конце декабря 2017 года расторг контракт с испанским клубом и перешёл в «Ауксилиум Торино».
В январе 2019 года Бунгу-Коло подписал краткосрочный контракт с «Леваллуа-Метрополитан». Спустя месяц «Ховентут» предложил Нобелю более выгодный контракт и Бунгу-Коло перешёл в испанский клуб.
В июле 2019 года Бунгу-Коло стал игроком «Парижа».

## Достижения
- Чемпион Франции (2): 2013/2014, 2014/2015
- Победитель второго дивизиона чемпионата Франции: 2012
- Обладатель Кубка Италии: 2018